# 叶明 (1914年)
叶明（1914年—2002年1月26日），原名德贵，男，四川成都人，中国人民解放军将领、中国人民解放军开国少将，第五届全国政协委员。

## 生平
1914年出身于四川省成都市一个工人家庭。1927年加入中国共产主义青年团，1931年转为中国共产党党员，1932年参加中国工农红军。曾任中国人民解放军武汉军区政治部主任。1955年，授予中国人民解放军少将。。
2002年1月26日在因病医治无效在武汉逝世，享年88岁。